# Папская международная академия мариологии
Папская международная академия мариологии (лат. Pontificia Academia Mariana Internationalis, итал. Pontificia accademia mariana internazionale, P.A.M.I.) — папская  академия, учреждённая для содействия развитию мариологии во всём мире. Расположена в Ватикане.
Академия осуществляет координацию деятельности мариологических академий и обществ во всём мире. В целях повышения качества этой деятельности папа учредил Совет Академии, который занимается организацией международных съездов мариологических организаций и координацией мариологических обществ, промоутеров и преподавателей мариологии.

## История

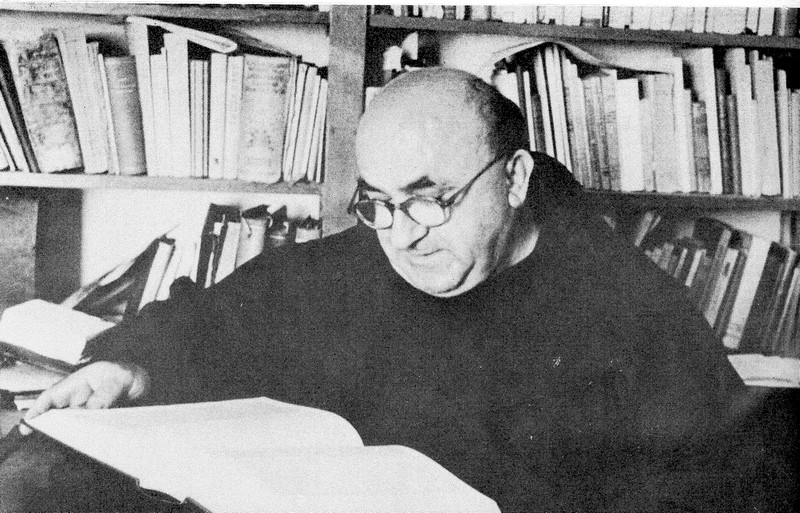
Карло Балич

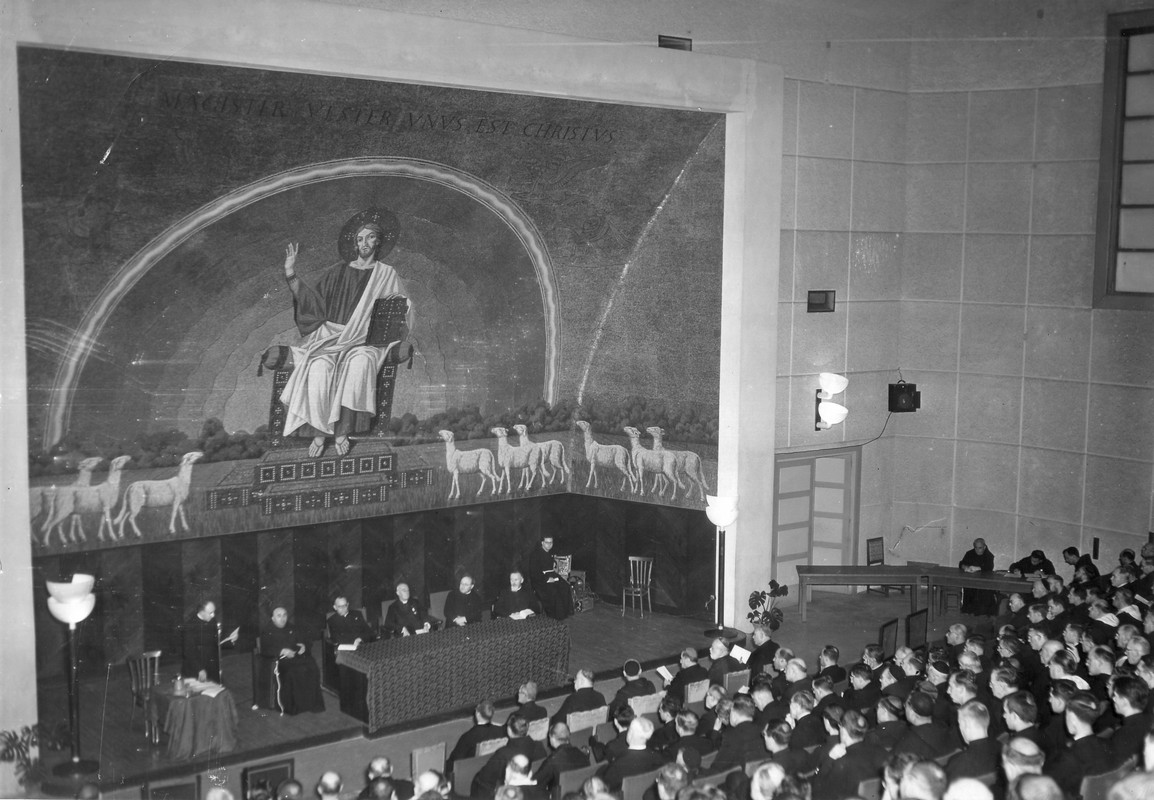
1-й международный мариологический конгресс. Рим, 1950

Академия была создана в июле 1946 года орденом францисканцев с конкретной задачей организации научных дискуссий и конференций по мариологии, а также контроля за библиотекой мариологических трудов. Также Академии были поручены исследования, связанные с догматом о непорочном зачатии, столетие провозглашения которого торжественно отмечалось в 1954 году.
Первым президентом Академии был хорватский францисканец Карло Балич, который руководил кафедрой мариологических исследований в Pontifical Atheneum Antonianum.
8 декабря 1959 года папа Иоанн XXIII в своей энциклике motu proprio Maiora in dies присвоил Академии звание «Папская академия» и учредил в её структуре Постоянный комитет по подготовке и проведению международных конгрессов по мариологии. Впоследствии этот Постоянный комитет с Уставом, утверждённым папой Иоанном Павлом II был реорганизован в Совет Академии.
4 декабря 2012 года рескриптом «Rescritto ex Audientia SS.mi» Папа Бенедикт XVI присоединил к академии мариологии Папскую академию Непорочного Зачатия.

## Деятельность
В 1950 году Академия организовала первый международной мариологический конгресс и с тех пор проводит эти конгрессы, последний из них проходил в сентябре 2012 года в Риме. Конгрессы способствуют развитию мариологии и деятельности мариологических организаций (подъём мариологии в целом наметился, начиная с понтификата папы Павла VI).
Текущая деятельность Академии имеет двоякую цель: развивать и способствовать проведению научных исследований феномена Девы Марии, и организовывать конгрессы, конференции и другие мероприятия по мариологии. Труды по мариологии, как исторического, так и богословского характера, публикуются в Собрании трудов по мариологии.
Согласно воле руководства католической церкви, Академия является централизованным международным органом для координации мариологических организаций разных стран и отдельных научных организаций. Эта задача была подчёркнута в энциклике папы Иоанна XXIII: «Наше желание, чтобы эта Академия и впредь работала во имя усилий всех мариологических академий и обществ мира с тем, чтобы внести свой вклад в прославление Девы Марии».

## Руководители
- Президент-основатель Карло Балич — 1959—1977
- Президент-секретарь Паоло Метада — 1977—1996
- Президент Гаспар Мораледжо — 1996—2002
- Президент Винченцо Батталья[итал.] — 2002—2017
- Президент Стефано Чекин — 2017 — настоящее время.